# Lou Groza Award
Il Lou Groza Award, assegnato per la prima volta nel 1992, premia il miglior placekicker nel football universitario. Deve il suo nome al kicker membro della Pro Football Hall of Fame Lou Groza. Il vincitore in carica è Graham Nicholson della Miami University in Ohio.

## Albo d'oro
| Anno | Vincitore                | College           | Nota   |
| ---- | ------------------------ | ----------------- | ------ |
| 1992 | Joe Allison              | Memphis State     | [ 1 ]  |
| 1993 | Judd Davis               | Florida           | [ 2 ]  |
| 1994 | Steve McLaughlin         | Arizona           | [ 3 ]  |
| 1995 | Michael Reeder           | TCU               | [ 3 ]  |
| 1996 | Marc Primanti            | NC State          | [ 3 ]  |
| 1997 | Martín Gramática         | Kansas State      | [ 3 ]  |
| 1998 | Sebastian Janikowski (2) | Florida State (2) | [ 3 ]  |
| 1999 | Sebastian Janikowski (2) | Florida State (2) | [ 4 ]  |
| 2000 | Jonathan Ruffin          | Cincinnati        | [ 5 ]  |
| 2001 | Seth Marler              | Tulane            | [ 6 ]  |
| 2002 | Nate Kaeding             | Iowa              | [ 3 ]  |
| 2003 | Jonathan Nichols         | Ole Miss          | [ 7 ]  |
| 2004 | Mike Nugent              | Ohio State        | [ 3 ]  |
| 2005 | Alexis Serna             | Oregon State      | [ 3 ]  |
| 2006 | Art Carmody              | Louisville        | [ 8 ]  |
| 2007 | Thomas Weber             | Arizona State     | [ 9 ]  |
| 2008 | Graham Gano              | Florida State (3) | [ 10 ] |
| 2009 | Kai Forbath              | UCLA              | [ 11 ] |
| 2010 | Dan Bailey               | Oklahoma State    | [ 12 ] |
| 2011 | Randy Bullock            | Texas A&M         | [ 13 ] |
| 2012 | Cairo Santos             | Tulane (2)        | [ 14 ] |
| 2013 | Roberto Aguayo           | Florida State (4) | [ 15 ] |
| 2014 | Brad Craddock            | Maryland          | [ 16 ] |
| 2015 | Ka'imi Fairbairn         | UCLA (2)          | [ 17 ] |
| 2016 | Zane Gonzalez            | Arizona State (2) | [ 18 ] |
| 2017 | Matt Gay                 | Utah              | [ 19 ] |
| 2018 | Andre Szmyt              | Syracuse          | [ 20 ] |
| 2019 | Rodrigo Blankenship      | Georgia           | [ 21 ] |
| 2020 | José Borregales          | Miami (FL)        | [ 22 ] |
| 2021 | Jake Moody               | Michigan          | [ 23 ] |
| 2022 | Christopher Dunn         | NC State (2)      | [ 24 ] |
| 2023 | Graham Nicholson         | Miami (OH)        | [ 25 ] |
| 2024 | Kenneth Almendares       | Louisiana         |        |